# Хетефернебті
| nbty | Htp · Hr |

| nbty | Htp · Hr |

Хетефернебті — цариця Третьої династії Стародавнього царства Стародавнього Єгипту. Вона була єдиною відомою дружиною фараона Джосера.
Хетефернебті та донька цариці Ініткас були названі на стелах, знайдених навколо комплексу пірамід Джосера в Саккарі, і на рельєфі Геліополя, на якому зображений Джосер у супроводі дружини та доньки.
Серед її титулів були «та, що бачить Гора» (m33.t-ḥrw-) і «велика зі скіпетром» (wr.t-ht=s), обидва звичайні для важливих цариць цього періоду, також її називали «Царська дочка», що означає, що вона, можливо, була дочкою попередника Джосера Хасехемуї та Німаатап, тобто рідною або неповнорідною сестрою свого чоловіка.